# Euryphymus xanthocnemis
Euryphymus xanthocnemis is een rechtvleugelig insect uit de familie veldsprinkhanen (Acrididae). De wetenschappelijke naam van deze soort is voor het eerst geldig gepubliceerd in 1897 door Brancsik.